# Роді-Мілічі
Роді-Мілічі (італ. Rodì Milici, сиц. Rudìa Milici) — муніципалітет в Італії, у регіоні Сицилія,  метрополійне місто Мессіна.
Роді-Мілічі розташоване на відстані близько 480 км на південний схід від Рима, 160 км на схід від Палермо, 35 км на захід від Мессіни.
Населення — 2052 особи (2014).
Щорічний фестиваль відбувається 24 серпня, 12 травня. Покровитель — святий Варфоломій.

## Демографія
Населення за роками:

Станом на 1 січня 2023 року в муніципалітеті офіційно проживало 140 іноземців з 17 країн, серед них 61 громадянин країн Євросоюзу та 1 громадянин України.

## Сусідні муніципалітети
- Антілло
- Кастрореале
- Фондакеллі-Фантіна
- Маццарра-Сант'Андреа
- Новара-ді-Сицилія
- Терме-Вільяторе